# Formula lui Stirling

Raportul dintre (ln n!) şi (n ln n − n) se apropie de unitate când n creşte.

În analiza matematică, formula lui Stirling permite calculul aproximativ al factorialului:
{\displaystyle n!={\sqrt {2\pi n}}\cdot n^{n}\cdot e^{-n}+{\frac {\theta _{n}}{12n}},}
unde {\displaystyle \theta _{n}\in (0,1)} este un număr stabilit de James Stirling.
Această formulă este echivalentă cu:
{\displaystyle \lim _{n\to \infty }{\frac {n!}{n^{(n+1/2)}e^{-n}}}={\sqrt {2\pi }}.}

## Demonstrație
Conform unei proprietăți a logaritmilor:
{\displaystyle \log {n!}=\log 1+\log 2+\cdots +\log n.}
Deoarece funcția logaritm este crescătoare pe {\displaystyle (0,\infty ),}
{\displaystyle \int _{n-1}^{n}\log x\;dx<\log n<\int _{n}^{n+1}\log x\;dx,}
pentru {\displaystyle n\geq 1.}
Se scrie această dublă inegalitate pentru {\displaystyle n=1,2,\cdots ,N} și se adună membru cu membru. 
Rezultă:
{\displaystyle \int _{0}^{N}\log x\;dx<\log {(N!)}<\int _{1}^{N+1}\log x\;dx}
Se calculeaza cele doua integrale folosind formula de integrare prin parti, astfel:
{\displaystyle \int _{a}^{b}\log x\;dx=\int _{a}^{b}x'\log x\;dx=b\log b-a\log a+a-b.}
Se aplica formula de mai sus pentru a = 0 si b = N, respectiv a = 1 si b = N + 1, obținandu-se:
{\displaystyle n\log n-n<\log {(n!)}<(n+1)\log {(n+1)}-n.}
Fie:
{\displaystyle d_{n}=\log {(n!)}-\left(n+{\frac {1}{2}}\right)\log n+n.}
Se poate obține:
{\displaystyle d_{n}-d_{n+1}=\left(n+{\frac {1}{2}}\right)\log {\frac {n+1}{n}}-1}
și apoi:
{\displaystyle {\frac {n+1}{n}}={\frac {1+{\frac {1}{2n+1}}}{1-{\frac {1}{2n+1}}}}.}
Utilizând dezvoltarea în serie Taylor, se obține:
{\displaystyle {\frac {1}{2}}\log \left({\frac {1+t}{1-t}}\right)=t+{\frac {1}{3}}t^{3}+{\frac {1}{5}}t^{5}+\cdots }
Pentru {\displaystyle -1<t<1} se poate scrie:
{\displaystyle d_{n}-d_{n+1}={\frac {1}{3}}{\frac {1}{(2n+1)^{2}}}+{\frac {1}{5}}{\frac {1}{(2n+1)^{4}}}+\cdots }
Aceasta implică:
{\displaystyle 0<d_{n}-d_{n+1}<{\frac {1}{3}}{\frac {1}{(2n+1)^{2}}}+{\frac {1}{5}}{\frac {1}{(2n+1)^{4}}}+\cdots }
Luând în considerare proprietățile seriilor geometrice:
{\displaystyle 0<d_{n}-d_{n+1}<{\frac {1}{3}}{\frac {1}{(2n+1)^{2}-1}}={\frac {1}{12}}\left({\frac {1}{n}}-{\frac {1}{n+1}}\right).}
Deci șirul {\displaystyle \{d_{n}\}} este descrescător, iar șirul {\displaystyle \{d_{n}-{\frac {1}{12n}}\}} este descrescător.
Rezultă că {\displaystyle \{d_{n}\}} este convergent către o limită C cu proprietatea:
{\displaystyle \lim _{n\to \infty }d_{n}=\lim _{n\to \infty }d_{n}-{\frac {1}{12n}}=\mathbf {C} ,}
unde
{\displaystyle C>d_{1}-{\frac {1}{12}}=1-{\frac {1}{12}}={\frac {11}{12}}.}
Utilizând funcția exponențială, se obține:
{\displaystyle \lim _{n\to infty}{\frac {n!}{n^{n+1/2}e^{-n}}}=c^{C}.}
Rămâne de demonstrat că   {\displaystyle e^{C}={\sqrt {2\pi }}.}
Se utilizează formula lui Wallis:
{\displaystyle \lim _{n\to \infty }{\frac {2\cdot 2\cdot 4\cdot 4\cdot 6\cdot 6\cdot \cdots \cdot (2n)\cdot (2n)}{1\cdot 1\cdot 3\cdot 3\cdot 3\cdot 3\cdot \cdots \cdot (2n-1)\cdot (2n-1)\cdot (2n+1)}}={\frac {\pi }{2}},}
care poate fi scrisă:
{\displaystyle {\frac {2\cdot 4\cdot 6\cdot \cdots \cdot (2n)}{1\cdot 3\cdot 5\cdot \cdots \cdot (2n-1)\cdot {\sqrt {2\pi }}}}\sim {\sqrt {\frac {\pi }{2}}},}
adică:
{\displaystyle {\frac {(2^{n}n!)^{2}}{(2n)!}}\cdot {\frac {1}{\sqrt {2n}}}\sim {\sqrt {\frac {\pi }{2}}}.}
Utilizând formula de mai sus:
{\displaystyle n!\sim n^{n+1/2}\cdot e^{-n}\cdot e^{C},}
se obține:
{\displaystyle {\frac {2^{2n}(n^{2n+1}\cdot e^{-2n}\cdot e^{2C})}{(2n)^{2n+1/2}\cdot e^{-2n}\cdot e^{C}}}{\frac {1}{\sqrt {2n}}}\sim {\sqrt {\frac {\pi }{2}}}.}
Rezultă:
{\displaystyle e^{C}\sim {\sqrt {2\pi }},}
adică:
{\displaystyle e^{C}={\sqrt {2\pi }},}
ceea ce trebuia demonstrat.